# Instituto Africano de Género
El Instituto Africano de Género (AGI) es un grupo de investigación y formación feminista que estudia cuestiones relacionadas con el género en África. En la actualidad es un departamento de la Universidad de Ciudad del Cabo (UCT), administrado dentro de la Escuela de Estudios Africanos y de Género, Antropología Social y Lingüística. El AGI tiene su propio personal dedicado y tiene un grado único de independencia de UCT.

## Objetivo
El AGI se describe a sí mismo como un grupo específicamente feminista que busca promover el feminismo en el continente africano. Sirve como punto de contacto para intelectuales feministas de toda África, muchas de las cuales sufren aislamiento y discriminación en sus instituciones académicas. Amina Mama —una figura clave en el AGI— ha señalado que la organización constituye una excepción clave frente a la mercantilización neoliberal y el control sobre los académicos africanos. Entre los objetivos principales del AGI está mantener un espacio institucional para que las feministas africanas se conecten, colaboren, enseñen e investiguen.

## Historia

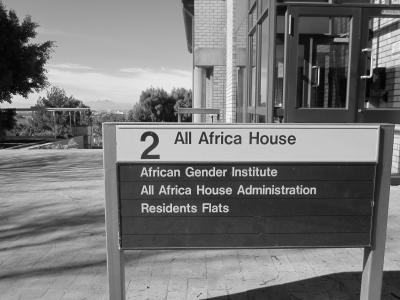
Cartel que muestra el Instituto Africano de Género de la Universidad de Ciudad del Cabo

El AGI surgió del Proyecto de Investigación de Igualdad de Oportunidades, creado en la Universidad de Ciudad del Cabo en 1992 al final del  apartheid. Se creó en 1996, con el objetivo específico de abogar por mujeres investigadoras, defensoras de políticas y escritoras con sede en países africanos, y con el compromiso de promover el crecimiento y la voz del feminismo africano. De 1998 a 1999, Amanda Gouws fue la directora interina.
Amina Mama asumió la dirección del Instituto en 2000 y ayudó a fundar su revista Feminist Africa. Bajo el liderazgo de Mama, se emprendieron proyectos sobre el acceso de las mujeres a las tecnologías electrónicas, el activismo de las mujeres por la paz, la defensa de los derechos sexuales y reproductivos y proyectos sobre los derechos de ciudadanía, con colaboradoras de todo el continente. Entre ellas, fueron clave Elaine Salo, Sisonke Msimang, Jane Bennett, Jennifer Radloff y Yaliwe Clarke en Sudáfrica, Charmaine Pereira en Nigeria, Sylvia Tamale y Ruth Ochieng en Uganda, Takyiwaa Manuh y Akosua Ampofo en Ghana, y muchas otras. El AGI también desarrolló un sólido programa de investigación y enseñanza de pregrado y posgrado dentro de la Universidad de Ciudad del Cabo.
Ante los recortes presupuestarios y el cambio de apoyo institucional, el AGI se vio escindida del proyecto de Estudios de Género de la UCT. El AGI, bajo la dirección de Jane Bennett de 2008 a 2017, se centró en consolidar sus posiciones intelectuales centrales y su posición institucional en la UCT, y continuó ejecutando proyectos especialmente en justicia sexual y reproductiva. En general, estos esfuerzos fueron exitosos y, en 2017, Yaliwe Clarke asumió la dirección de AGI con nuevas agendas para fortalecer el trabajo negro, queer y africano, especialmente entre las mujeres jóvenes. La posición fue apoyada por una nueva Junta Asesora

## Actividades

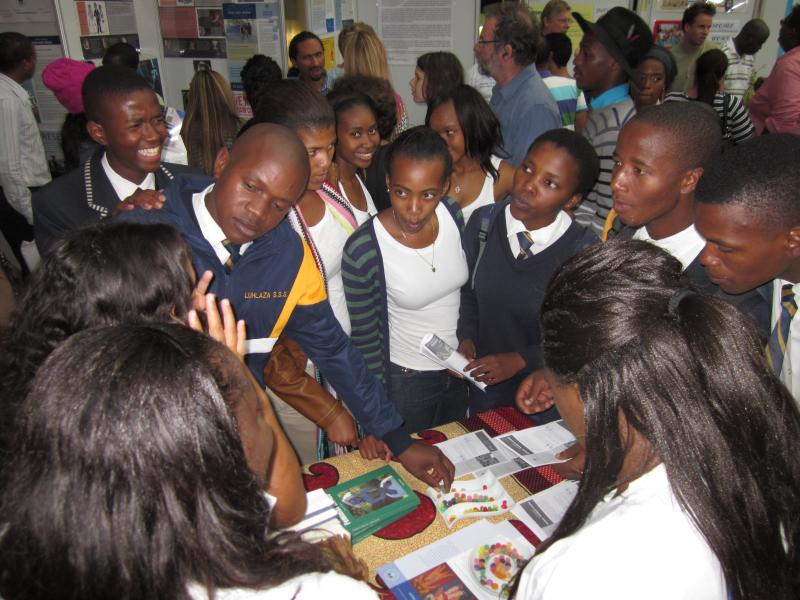
Estudiantes de secundaria visitan el Instituto Africano de Género durante una jornada de puertas abiertas de la UCT

Estudios de género y mujeres para la transformación de África, o GWS Africa, es uno de los principales proyectos de AGI. GWS Africa es un esfuerzo destinado a crear y compartir un sólido núcleo intelectual para las feministas en toda África. Gran parte del trabajo del grupo GWS África se realiza en línea, a través de un servidor de listas y un sitio web. La organización impulsó la revista digital Feminist Africa, que circula principalmente en línea. A través de GWS África, AGI ha sido una fuerza importante para aumentar el acceso de las mujeres a las comunicaciones por Internet.
En 2000–2002, GWS África realizó una encuesta de los departamentos de estudios de género y/o de la mujer en África. Encontró que estas disciplinas estaban en general en aumento, pero que muchas de ellas habían adoptado el enfoque dominante de Mujeres en el Desarrollo (WID). Este hallazgo reforzó el deseo de AGI de fomentar un discurso feminista africano más crítico y condujo en 2002 a un importante foro feminista panafricano en 2002, celebrado en la UCT.
A partir de 2002, el trabajo de AGI para fortalecer los estudios de género y el trabajo feminista en el continente creció en múltiples direcciones, incluida la creación de una red en todo el sur de África para denunciar el acoso sexual en la educación superior, el crecimiento de un espacio electrónico de orientación feminista diseñado específicamente para el interés de las feministas africanas, la publicación regular de África feminista y muchos talleres de desarrollo de capacidades sobre temas como la tierra, la  construcción de movimientos, el militarismo y la sexualidad.
A partir de 2008, bajo la nueva dirección de Jane Bennett, se fortalecieron los programas sobre sexualidad y justicia reproductiva, mientras que un equipo muy sólido desarrolló simultáneamente otros hilos de AGI, que incluía a Yaliwe Clarke, que trabajaba en el activismo por la paz de las mujeres con Ruth Ochieng de ISIS-Wicce en Uganda. Los programas de formación de la Universidad de Ciudad del Cabo crecieron con fuerza y se establecieron alianzas con Barnard College en Nueva York, el Instituto Gino Germani en Buenos Aires y CODESRIA en Senegal. Selina Mudavanhu y otras construyeron proyectos de defensa electrónica.
En 2012, la Universidad de Ciudad del Cabo instituyó un proceso de fusión que separó el trabajo de proyectos públicos de AGI de su enseñanza de estudios de género, creando una nueva sección de Estudios de Género. Esto tuvo impactos desafiantes, pero AGI continuó estabilizándose con nuevos programas sobre el liderazgo de las mujeres jóvenes en la sexualidad.
En 2017, de nuevo bajo una nueva dirección, con Yaliwe Clarke, el AGI realizó programas en visualidad queer, con festivales de cine en diferentes lugares, e inició el trabajo en un simposio titulado "Soñando el futuro", para celebrar el trabajo de la conocida feminista sudafricana, Pumla Dineo Gqola.